# Liste der Biografien/Schneider, T
Liste der Biografien |
Portal Biografien |
T Personensuche
# |
A |
B |
C |
D |
E |
F |
G |
H |
I |
J |
K |
L |
M |
N |
O |
P |
Q |
R |
S |
T |
U |
V |
W |
X |
Y |
Z |
?
 
Sa |
Sb |
Sc |
Sd |
Se |
Sf |
Sg |
Sh |
Si |
Sj |
Sk |
Sl |
Sm |
Sn |
So |
Sp |
Sq |
Sr |
Ss |
St |
Su |
Sv |
Sw |
Sy |
Sz
 
Sca–Sce |
Sch |
Sci–Scz
 
Scha |
Schc |
Schd |
Sche |
Schg |
Schi |
Schj |
Schk |
Schl |
Schm |
Schn |
Scho |
Schp |
Schr |
Schs |
Scht |
Schu |
Schv |
Schw |
Schy
 
Schna |
Schne |
Schni |
Schno |
Schnu |
Schny
 
Schneb |
Schnec |
Schned |
Schnee |
Schneg |
Schneh |
Schnei |
Schnek |
Schnel |
Schnep |
Schner |
Schnet |
Schneu |
Schnew |
Schney |
Schnez
 
Schneib |
Schneic |
Schneid |
Schneie |
Schneik |
Schneis |
Schneit
 
Schneida |
Schneide |
Schneidh |
Schneidl |
Schneidm |
Schneidr |
Schneidt
 
Schneidem |
Schneiden |
Schneider |
Schneidew
 
Schneider, A |
Schneider, B |
Schneider, C |
Schneider, D |
Schneider, E |
Schneider, F |
Schneider, G |
Schneider, H |
Schneider, I |
Schneider, J |
Schneider, K |
Schneider, L |
Schneider, M |
Schneider, N |
Schneider, O |
Schneider, P |
Schneider, R |
Schneider, S |
Schneider, T |
Schneider, U |
Schneider, V |
Schneider, W |
Schneider, Y |
Schneiderb |
Schneidere |
Schneiderf |
Schneiderh |
Schneiderl |
Schneiderm |
Schneidero |
Schneiders |
Schneiderw
Die Liste der Biografien führt alle Personen auf, die in der deutschsprachigen Wikipedia einen Artikel haben. Dieses ist eine Teilliste mit 32 Einträgen von Personen, deren Namen mit den Buchstaben „Schneider, T“ beginnt.

## Schneider, T

### Schneider, Ta
- Schneider, Tanja (* 1974), österreichische Skirennläuferin
- Schneider, Tatjana (* 1974), deutsche Architektin

### Schneider, Th
- Schneider, Thekla (1854–1936), deutsche Schriftstellerin
- Schneider, Theo (* 1960), deutscher Fußballspieler und -trainer
- Schneider, Theodor (1703–1764), Priester, Jesuit, erster katholischer deutscher Missionar in Nordamerika
- Schneider, Theodor (1827–1909), deutscher Musiker
- Schneider, Theodor (1911–1988), deutscher Mathematiker
- Schneider, Theodor (* 1930), deutscher römisch-katholischer Theologe
- Schneider, Thomas (1875–1954), deutscher Automobilpionier
- Schneider, Thomas (* 1932), deutscher Ruderer
- Schneider, Thomas (* 1954), deutscher Radrennfahrer
- Schneider, Thomas (* 1962), deutscher Sportmediziner, Hochschullehrer
- Schneider, Thomas (* 1963), deutscher Richter und Verwaltungsjurist
- Schneider, Thomas (* 1964), deutscher Ägyptologe und Hochschullehrer
- Schneider, Thomas (* 1967), deutscher Fußballspieler
- Schneider, Thomas (* 1972), deutscher Fußballspieler und -trainerThomas Schneider (* 1972)

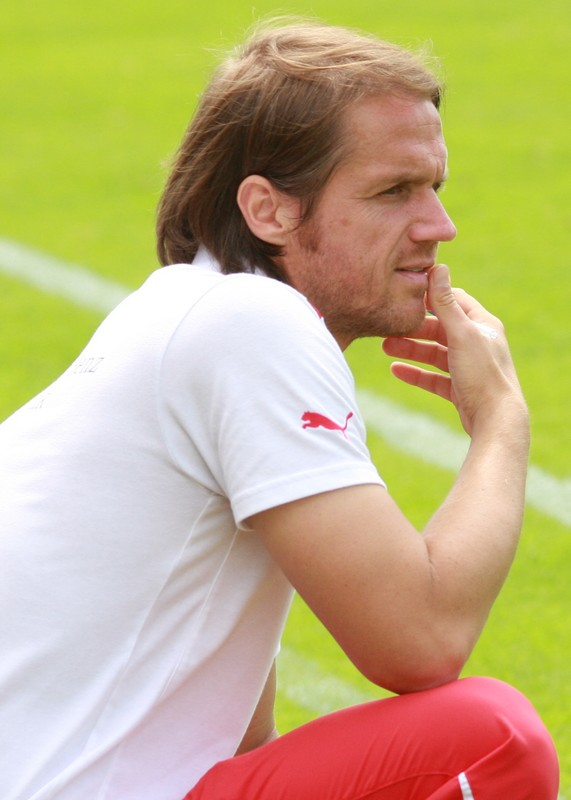
Thomas Schneider (* 1972)

- Schneider, Thomas (* 1988), deutscher Sprinter
- Schneider, Thomas Friedrich (* 1961), deutscher Diplomat
- Schneider, Thomas Martin (* 1962), evangelischer Theologe und Hochschullehrer

### Schneider, Ti
- Schneider, Til (* 1981), deutscher Fusion- und Jazzmusiker (Posaune, Komposition)
- Schneider, Tim (* 1997), deutscher BasketballspielerTim Schneider (* 1997)

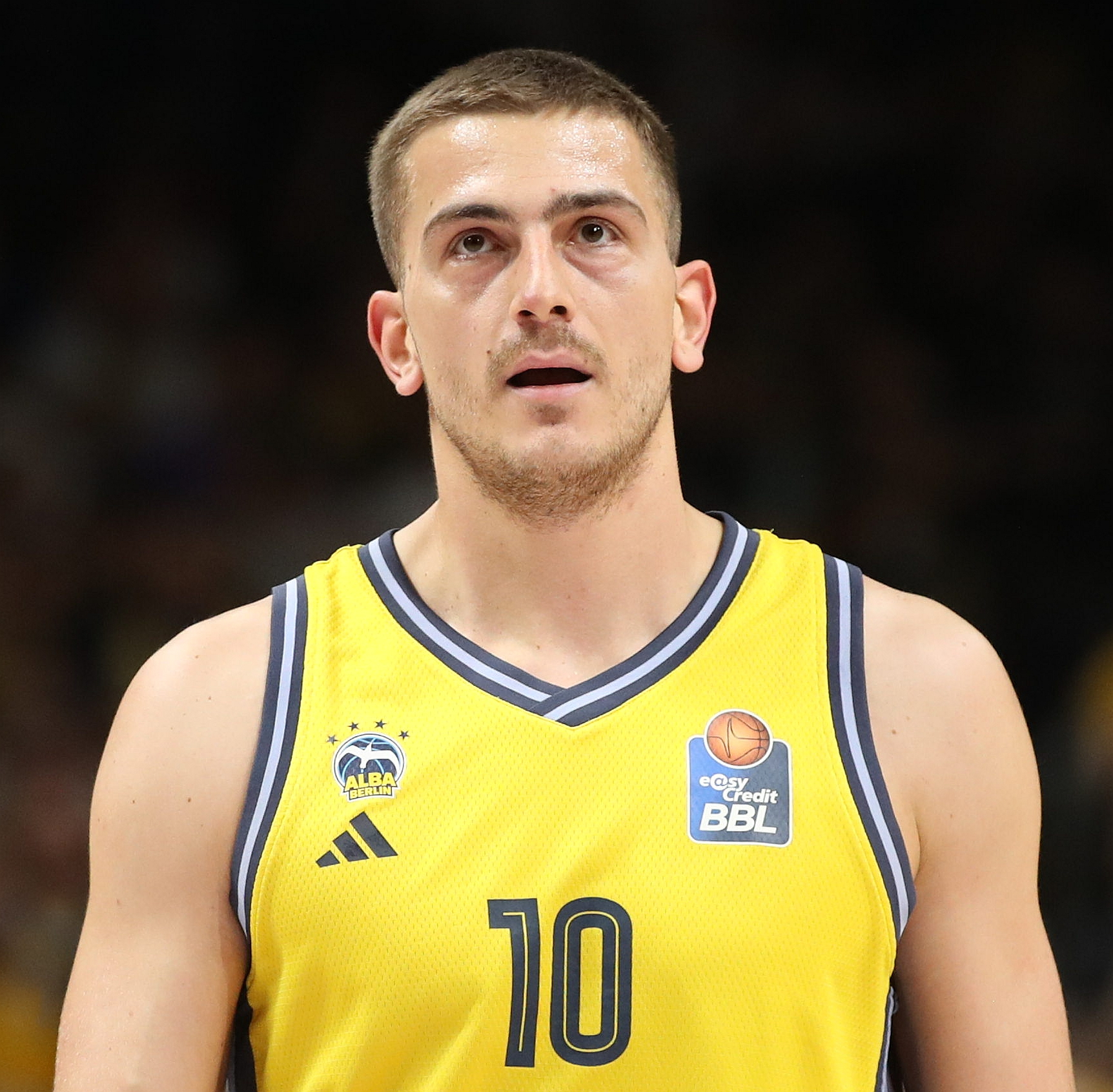
Tim Schneider (* 1997)

- Schneider, Timm (* 1988), deutscher Handballspieler
- Schneider, Tine (* 1956), deutsche Jazzpianistin
- Schneider, Tino (* 1991), Schweizer Politiker (CVP)

### Schneider, Tm
- Schneider, TM (* 1970), deutscher Musiker

### Schneider, To
- Schneider, Tobias (* 1981), deutscher Eisschnellläufer
- Schneider, Tobias (* 1992), deutscher Bobsportler
- Schneider, Tom (* 1959), US-amerikanischer Pokerspieler
- Schneider, Tonio (* 1991), deutscher Filmschauspieler
- Schneider, Torgen (* 1964), deutscher Journalist und Fernsehmoderator
- Schneider, Torsten (* 1969), deutscher Politiker (SPD), MdA

### Schneider, Tr
- Schneider, Trudpert (1804–1899), deutscher Fotograf